# José González Joly
José del Carmen González Joly (Colón, 5 maggio 1991) è un ex calciatore panamense, di ruolo centrocampista.